# Josef Somr
Josef Somr (Vracov, 1934. április 14. – Nová Ves pod Pleší, 2022. október 16.) cseh színész.

## Filmjei
Mozifilmek
- A vádlott (Obžalovaný) (1964)
- Szigorúan ellenőrzött vonatok (Ostře sledované vlaky) (1966)
- Szálloda idegeneknek (Hotel pro cizince) (1967)
- Vihar a lombikban (Soukromá vichřice) (1967)
- Méhek völgye (Údolí včel) (1968)
- A tetovált férfi (Muž, který stoupl v ceně) (1968)
- A tréfa (Žert) (1969)
- Gyászszertartás (Smuteční slavnost) (1969)
- Morgiána, a kék szemű macska (Morgiana) (1972)
- Az árulás napjai (Dny zrady) (1973)
- A második áldozat (Zatykač na královnu) (1974)
- Szigorú kamaszkor (Poslední ples na rožnovské plovárně) (1975)
- A halott férfi esete (Případ mrtvého muže) (1975)
- Két férfi jelzi érkezését (Dva muži hlásí příchod) (1975)
- Szeretet nélkül (Pomerančový kluk) (1976)
- Srácurak (Páni kluci) (1976)
- Prága felszabadítása (Osvobození Prahy) (1977)
- Szabad egy kis spenótot? (Což takhle dát si špenát) (1977)
- Ess, eső, ess! (Čekání na déšť) (1978)
- Mesés férfiak kurblival (Báječní muži s klikou) (1979)
- Az acélváros titka (Tajemství Ocelového města) (1979)
- Halálkatlan (Já jsem Stěna smrti) (1979)
- Isteni Emma (Božská Ema) (1979)
- Fél ház vőlegény nélkül (Půl domu bez ženicha) (1981)
- Valami van a levegőben (Něco je ve vzduchu) (1981)
- Vigyázz, jön a vizit! (Pozor, vizita!) (1982)
- A világ elveszett költői (Jak svět přichází o básníky) (1982)
- Hóvirágünnep (Slavnosti sněženek) (1984)
- Finom kis bordély (Anděl s ďáblem v těle) (1984)
- Három obsitos (Tři veteráni) (1984)
- A költők elveszett ábrándjai (Jak básníci přicházejí o iluze) (1985)
- A fess Hubert (Fešák Hubert) (1985)
- Az én kis falum (Vesničko má středisková) (1985)
- Ki korán kel, aranyat lel (Kam doskáče ranní ptáče) (1987)
- Bűnös férjem (Můj hříšný muž) (1987)
- Doktor úr szerelmes (Jak básníkům chutná život) (1988)
- Újra finom kis bordély (Anděl svádí ďábla) (1988)
- Vége a régi időknek (Konec starých časů) (1989)
- Őrült föld (Zdivočelá země) (1997)
- Állj, mert nem találok! (Stůj, nebo se netrefím) (1998)
- Az élet forrása (Pramen života) (2000)
- Az ördög tudja (Čert ví proč) (2003)
- Jak básníci neztrácejí nadeji (2004)
- Az Úr angyala (Anděl Páně) (2005)

Tv-sorozatok
- Volt egyszer egy ház (Byl jednou jeden dům) (1974, öt epizódban)
- Tau bácsi (Pan Tau) (1975, két epizódban)
- Zeman őrnagy (30 případů majora Zemana) (1976, egy epizódban)
- Nők a pult mögött (Žena za pultem) (1978, egy epizódban)
- Ma egy házban (Dnes v jednom domě) (1980, kilenc epizódban)
- Kórház a város szélén (Nemocnice na kraji města) (1978–1981, 12 epizódban)
- Történetek a régi Prágából (Povídky malostranské) (1984, hat epizódban)
- Humberto cirkusz (Cirkus Humberto) (1988, hét epizódban)
- Kórház a város szélén 20 év múlva (Nemocnice na kraji města po dvaceti letech) (2003, kilenc epizódban)